# Bistum Augsburg

Wappen des Bistums Augsburg

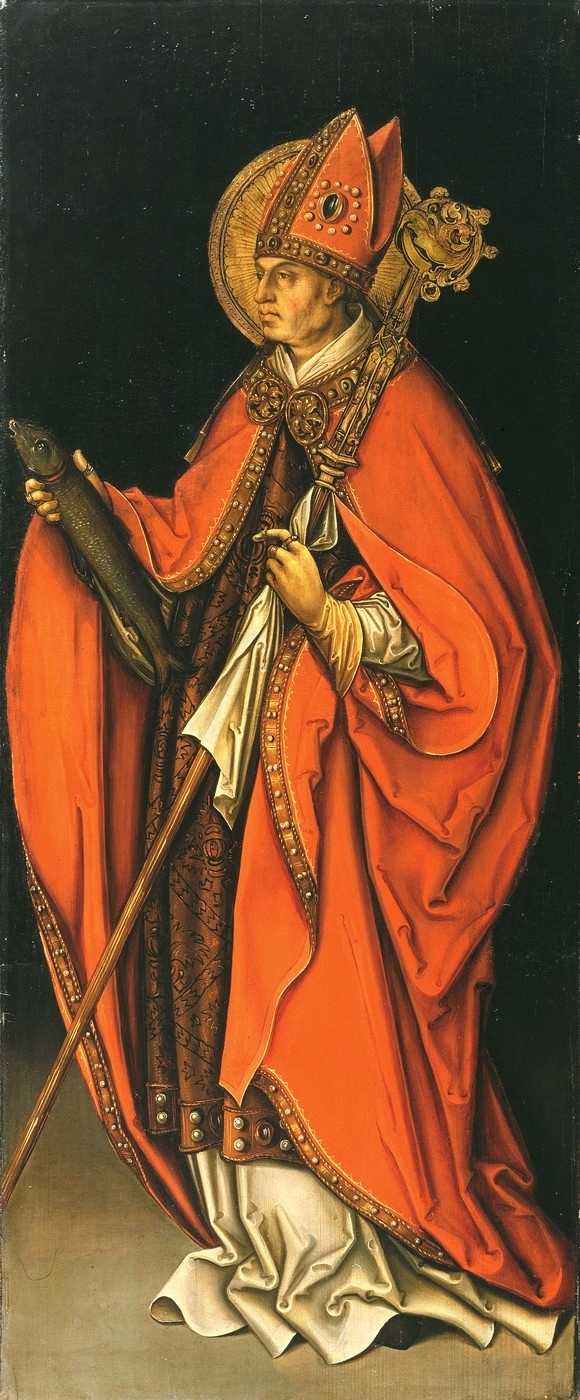
Bildnis des Bistumspatrons Sankt Ulrich

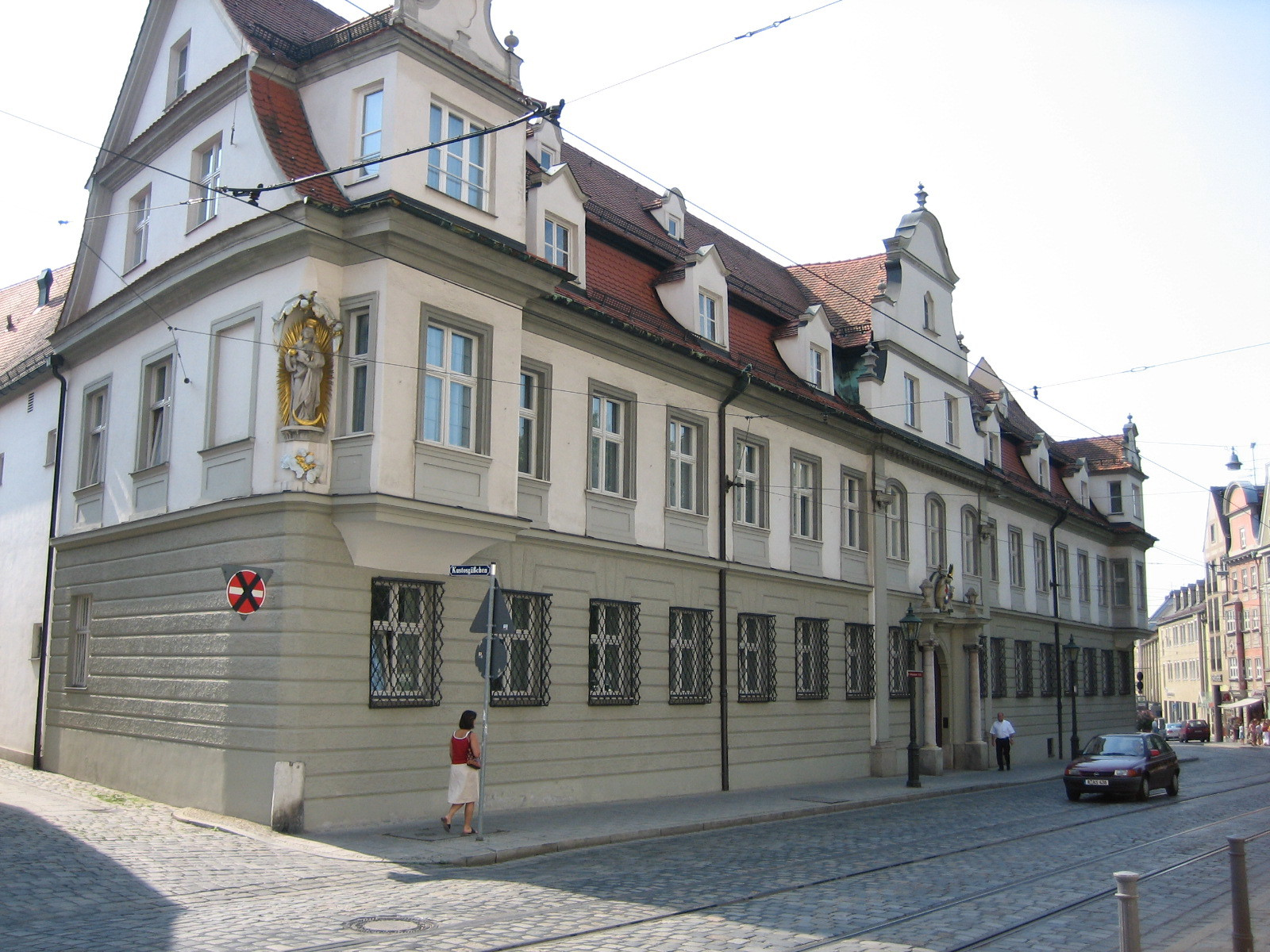
Sitz des Augsburger Bischofs

Das Bistum Augsburg (lateinisch Dioecesis Augustana Vindelicorum) ist eine römisch-katholische Diözese im Südwesten von Bayern. Sie umfasst nahezu den ganzen bayerischen Regierungsbezirk Schwaben, Teile des altbayerischen Gebietes östlich des Lechs und ein kleines Gebiet im südwestlichen Mittelfranken.

## Geschichte
Augusta Vindelicum (Augsburg) war als Hauptstadt der römischen Provinz Raetia secunda ein Ort, in den durch das römische Imperium vereinzelt erste Christen kamen. Afra von Augsburg wurde als frühchristliche Märtyrerin im Jahr 304 hingerichtet; sie ist Schutzpatronin der Stadt Augsburg und des Bistums Augsburg.
Aus dem Jahr 565 gibt es Hinweise für einen damals bereits überregionalen bekannten Afra-Kult. Dieser setzt eine christliche Gemeinde voraus, die den Untergang der Römerherrschaft überdauert haben muss. Ausgrabungen am Augsburger Dom deuten zudem auf die erste Augsburger Bischofskirche hin, die vermutlich aus dieser Zeit stammt. Der spätantike Bischofssitz in „Augusta Vindelicorum“ könnte zur Metropole Mailand und später zum Metropolitanverbund Aquileia gehört haben.
Für das 8. Jahrhundert ist das Wirken des heiligen Magnus von Füssen im östlichen Allgäu und am oberen Lech bezeugt. In dieser Zeit erscheint mit Wikterp der erste urkundlich nachweisbare Augsburger Bischof.
Unter Bischof Simpert, einem weiteren Bistumspatron, entstanden um das Jahr 800 Benediktinerklöster wie beispielsweise Benediktbeuern, Wessobrunn oder Ottobeuren. Simpert wird in den Urkunden auch als Bischof von Neuburg bzw. Staffelsee aufgeführt. Dabei könnte es sich um ein vom Augsburger Bistum abhängiges Unterbistum handeln das später wieder mit Augsburg vereint wurde. Ulrich von Augsburg prägte zirka 100 Jahre später das Bistum und die Geschichte, in die er vor allem durch die Schlacht auf dem Lechfeld im Jahre 955 als Bistumspatron einging. Das Bistum gehörte zur Kirchenprovinz Mainz. Der weltliche Herrschaftsbereich des Bischofs bildete bis zur Säkularisation das Hochstift Augsburg.
1530 wurde auf dem Reichstag zu Augsburg die Spaltung zwischen der katholischen und der evangelischen Kirche besiegelt. Elf der zwölf Reichsstädte im Bistumsgebiet gingen zum Protestantismus über. In Augsburg wurde 1537 der katholische Gottesdienst verboten und die katholischen Priester und Ordensleute vertrieben. Erst nach dem Religionsfrieden von 1555 durften in den Reichsstädten wieder beide Konfessionen nebeneinander bestehen. Um die Bürger wieder für den katholischen Glauben zu gewinnen, entstand 1549 unter der Leitung des Jesuitenpaters Petrus Canisius in Dillingen an der Donau eine katholische Reformuniversität (Collegium St. Hieronymi), die weit über die Bistumsgrenzen hinaus bekannt wurde.
Im Dreißigjährigen Krieg wurde auch das Bistum Augsburg schwer in Mitleidenschaft gezogen. Nach dem Krieg entstanden speziell auf der bayerischen Seite, im Südosten des Bistums, zahlreiche Kloster- und Pfarrkirchen im Stil des Barock und Rokoko; es war eine Blütezeit für Baumeister (siehe auch Wessobrunner Schule), Stuckateure und Maler. Diese Kirchenbauten prägen die Pfaffenwinkel genannte Gegend bis heute. Erwähnt seien hier das Marienmünster Dießen, die Klöster Benediktbeuern und Sankt Ottilien, die Klosterkirche Andechs und die Wieskirche bei Steingaden. Teile Mittelschwabens – vor allem das Gebiet des heutigen Landkreises Günzburg – werden Schwäbischer Barockwinkel genannt. In den südwestlichen Teil der Diözese erstreckt sich der Osten Oberschwabens mit zahlreichen sakralen Barockbauten, z. B. Kloster Roggenburg oder Kloster Ottobeuren. Auch Teile des Westallgäus gehören dazu.
Die Bischöfe von Augsburg trugen im Heiligen Römischen Reich den Titel eines Fürstbischofs. Sein Gebrauch sowie die Verwendung der damit verbundenen weltlichen Würdezeichen (wie Fürstenhut und -mantel) wurde 1951 durch Papst Pius XII. auch formell abgeschafft. 1802/03 wurde die Kirche in der Säkularisation enteignet, wodurch das Bistum Augsburg 98 Stifte und Klöster verlor. Der Benediktinerpater Placidus Braun gab von 1813 bis 1815 die erste Geschichte der Bischöfe von Augsburg heraus; es ist ein vierbändiges Werk. Nach der Völkerschlacht bei Leipzig im Jahr 1813 endete die Franzosenzeit östlich des Rheins; danach wurde die Diözese Augsburg neu geordnet. Die Bistumsgrenzen wurden an die Landesgrenzen angepasst. Dadurch verlor die Diözese Augsburg die auf württembergischem Gebiet gelegenen Bistumsteile sowie einige Pfarreien in Tirol und Vorarlberg. Durch die private Förderung des Kronprinzen und späteren Königs Ludwig I. konnten im Bistum viele Klöster und Bildungsstätten neu entstehen. Die Schulen bestehen zum Teil noch heute im Schulwerk der Diözese Augsburg. Neben dem Wiederaufblühen der alten Orden und Gemeinschaften kam es zudem zu einigen Neugründungen. Dominikus Ringeisen und Regens Johann Evangelist Wagner gründeten damals soziale Einrichtungen für Kranke und Behinderte, die bis heute als Stiftungen der Behindertenhilfe im Bistum existieren.
Der Verein für Augsburger Bistumsgeschichte befasst sich seit 1965 mit der Geschichte des Bistums Augsburg und veröffentlicht dazu jährlich einen Sammelband.

## Schutzpatrone
Bistumspatrone sind der heilige Bischof Ulrich, die heilige Afra und der heilige Bischof Simpert.

## Persönlichkeiten

### NS-Märtyrer
- Johann Adlhoch (1884–1945), wegen seines katholischen Glaubens ins KZ Dachau verbracht, im Lazarett gestorben
- Paulus Bernheim OSB (1923–1943)
- Bernhard Heinzmann (1903–1942), wegen Predigten gegen Hitler vergast
- Michael Kitzelmann (1916–1942), wegen „Wehrkraftzersetzung“ hingerichtet
- Alfred Kranzfelder (1908–1944), Widerstandskämpfer des 20. Juli 1944
- Karl Leisner (1915–1945), wegen religiös motivierter Kritik am Nationalsozialismus im KZ, an den Folgen der Haft gestorben
- Michael Lerpscher (1905–1940), religiös motivierter Kriegsdienstverweigerer, hingerichtet
- Raymund Lohausen OCist (1897–1948), als Anti-NS-Prediger im KZ, an den Folgen der Haft gestorben
- Clemens Martin CPPS (1875–1945) ins KZ verbracht, nachdem er den Hitlergruß verweigert hatte, und dort gestorben
- Martin Mayrock (1884–1944), wegen religiös motivierter Äußerungen gegen den NS-Staat im KZ, an den Folgen der Haft gestorben
- Max Joseph Metzger (1887–1944), wegen religiös motiviertem Pazifismus hingerichtet
- Christoph Probst (1919–1943), als Mitglied der „Weißen Rose“ hingerichtet
- Joseph Ruf (1905–1940), religiös motivierter Kriegsdienstverweigerer, hingerichtet
- Ludwig Schön (1883–1945), als religiös motivierter Widerständler erschossen
- Franz Xaver Schweyer (1868–1935), wegen politischem und schriftstellerischem Widerstand gegen Hitler inhaftiert, an den Folgen gestorben
- Edelfried Seibold OSB (1908–1944), aufgrund seines priesterlichen Wirkens erschossen
- Josef Stegmair (1886–1945), als religiös motivierter Widerständler erschossen
- Hermann Josef Wehrle (1899–1944), wegen Mitwisserschaft am Widerstand des 20. Juli 1944 hingerichtet[8]

### Ermordete Missionare
- Karl Albrecht SJ (1929–1999), als Missionar in Osttimor umgebracht
- Walburga Diepolder OSB (1870–1905), als Missionsschwester in Tansania umgebracht
- Solanus Hermann OSB (1909–1950), als Missionar im Konzentrationslager in Nordkorea gestorben
- Basiela Kammerer SSpS (1904–1944), als Missionsschwester in Neuguinea getötet
- Eusebius Lohmeier OSB (1897–1949), als Missionar der Territorialabtei Tokwon in Nordkorea umgebracht
- Rudolf Lunkenbein SDB (1939–1976), als Missionar in Brasilien erschossen
- Markus Metzger OSB (1879–1949), als Missionar in Nordkorea umgebracht
- Kunibert Ott OSB (1912–1952), als Missionar in Nordkorea umgebracht
- Edmar Sommerreisser CMM (1913–1981), als Missionar in Simbabwe erschossen
- Gabriel Sonntag OSB (1873–1905), als Missionar in Tansania ermordet
- Friedrich Stoiber MHM (1904–1942), als Missionar auf den Philippinen erschossen[8]

### Bischöfe
- Die Legende von Afra von Augsburg berichtet von einem Bischof Narzissus in Augsburg (siehe Narcissus von Girona; † 307)
- Wikterp († 772) war der erste Bischof, der von Historikern geschichtlich gesichert werden konnte.
- St. Simpert (um 750 – 807) ist dritter Schutzpatron für Stadt und Bistum Augsburg
- St. Ulrich (890–973) hatte großen Anteil am Sieg über die Ungarn bei der Schlacht auf dem Lechfeld.
- Unter Burkhard von Ellerbach († 1404), Bischof von 1373 bis 1404, verlor das Amt des Bischofs fast seine gesamte weltliche Macht
- Kardinal Otto von Waldburg (1514–1573) war von 1543 bis 1573 Bischof von Augsburg und der bisher letzte Kardinal aus dem Bistum.
- Bischof Sigmund Franz (1630–1665) wurde 1646 ohne Weihe Bischof von Augsburg
- Joseph Kumpfmüller (1869–1949) war Bischof von Augsburg von 1930 bis 1949 und damit während der gesamten Zeit des Nationalsozialismus.
- Joseph Freundorfer (1894–1963) förderte die Wiedererrichtung und den Neubau von Kirchen, sowie die Familienseelsorge und die Ulrichswallfahrt.
- Josef Stimpfle (1916–1996) war 29 Jahre lang Bischof von Augsburg. Während seiner Amtszeit setzte er im Bistum die Reformen des Zweiten Vatikanischen Konzils um.
- Viktor Josef Dammertz OSB (1929–2020) führte von 1993 bis 2004 als 70. Diözesanbischof das Bistum Augsburg.
- Walter Mixa (* 1941) leitete das Bistum von Oktober 2005 bis April 2010.[9]
- Konrad Zdarsa (* 1944) wurde von Oktober 2010 bis Juli 2019 mit der Bistumsleitung betraut.[10]
- Bertram Meier (* 1960) wurde im Januar 2020 zum Bischof von Augsburg ernannt und im Juni desselben Jahres geweiht.

### Weitere Personen
- Margareta Ebner (um 1291–1351), Selige der katholischen Kirche und Mystikerin
- Maria Crescentia Höss (1682–1744), Heilige der katholischen Kirche, Mystikerin und Oberin des Klosters Kaufbeuren
- Johann Michael Sailer (1751–1832), Pastoraltheologe und Bischof von Regensburg (1829–32)
- Christoph von Schmid (1768–1854), römisch-katholischer Priester, Jugendbuchautor und Verfasser von Ihr Kinderlein kommet
- Johann Evangelist Wagner (1807–1886), Regens des Priesterseminars in Dillingen und Behindertenseelsorger, Gründer der Regens-Wagner-Stiftungen
- Anton von Steichele (1816–1889), Kirchenhistoriker und Erzbischof von München und Freising (1878–89)
- Bartholomäus Ponholzer (1827–1892), römisch-katholischer Priester, Präses im Kolpingwerk, Autor und Zeitungsredakteur
- Sebastian Kneipp (1821–1897), römisch-katholischer Priester, Hydrotherapeut und Naturheilkundler
- Dominikus Ringeisen (1835–1904), römisch-katholischer Priester und Behindertenseelsorger, Gründer des Dominikus-Ringeisen-Werks

## Bistumsgliederung

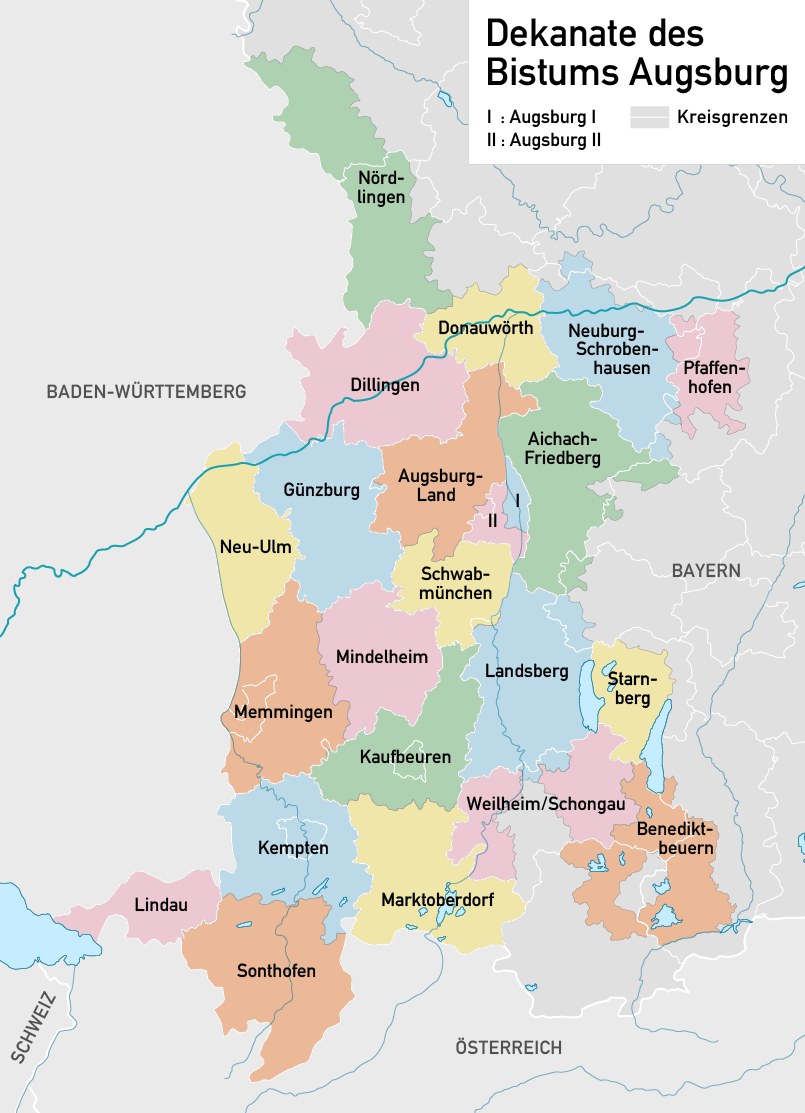
Die Dekanate des Bistums seit 2012

Das Bistum Augsburg ist dem Erzbistum München-Freising als Suffraganbistum zugeordnet. Die Diözese besteht aus 998 Pfarrkirchenstiftungen in 23 Dekanaten.
Bis zum 30. November 2012 bestand das Bistum Augsburg aus acht sogenannten Diözesanregionen (Augsburg, Weilheim, Kaufbeuren-Ostallgäu, Kempten, Memmingen-Unterallgäu, Neu-Ulm, Donau-Ries und Altbayern) mit 36 Dekanaten. Diese Struktur wurde im Zuge der Bistumsreform unter dem Stichwort „Raumplanung 2025“ aufgelöst. Die Diözesanregionen des Bistums wurden ab 1. Dezember 2012 durch 23 Dekanate ersetzt.
- Aichach-Friedberg (zuvor Aichach und Friedberg)
- Augsburg I (zuvor Augsburg-Mitte und Augsburg-Ost)
- Augsburg II (zuvor Augsburg-Süd und Augsburg-West)
- Augsburg-Land (zuvor Dinkelscherben und Meitingen)
- Benediktbeuern (ohne die Exklave Kloster Schlehdorf)
- Dillingen (zuvor Dillingen und Höchstädt)
- Donauwörth (zuvor Donauwörth und Rain)
- Günzburg (zuvor Günzburg und Krumbach)
- Kaufbeuren
- Kempten
- Landsberg (zuvor Landsberg und Dießen)
- Lindau
- Marktoberdorf (zuvor Marktoberdorf und Füssen)
- Memmingen (zuvor Memmingen und Ottobeuren)
- Mindelheim
- Neuburg-Schrobenhausen (zuvor Neuburg und Schrobenhausen)
- Neu-Ulm (zuvor Neu-Ulm und Illertissen)
- Nördlingen
- Pfaffenhofen
- Schwabmünchen
- Sonthofen
- Starnberg
- Weilheim-Schongau (zuvor Weilheim und Schongau)

## Kirchenaustritte
Mehr als 30.000 Kirchenaustritte gab es 2022 im Bistum Augsburg, so viel wie nie zuvor. Im Jahr 2021 hatten im Bistum Augsburg 19.884 Menschen der römisch-katholischen Kirche den Rücken gekehrt, 2020 waren es 13.042.

## Finanzlage
Das Bistum Augsburg veröffentlicht im Juli 2021 die Jahresabschlüsse für die Diözese, den Bischöflichen Stuhl, das Domkapitel sowie den Katholischen Pfründestiftungsverbund St. Ulrich für das Jahr 2020. Bilanziert wurde wie bereits in den Vorjahren nach Vorgaben des Handelsgesetzbuchs. Die Bilanz für die Diözese belief sich demnach zum 31. Dezember 2020 auf eine Summe von 783,1 Millionen Euro. Die Bilanzsumme des Bischöflichen Stuhls lag bei 665,9 Millionen Euro, die des Domkapitels bei 3,7 Millionen Euro. Die Bilanzsumme des Katholischen Pfründestiftungsverbundes St. Ulrich (KPV) betrug zum 31. Dezember 2020 rund 858,5 Millionen Euro. Dieser Verbund war 2016 als öffentliche juristische Person im Sinne des Kirchenrechts errichtet und vom Bayerischen Staatsministerium für Bildung und Kultus, Wissenschaft und Kunst als kirchliche Stiftung öffentlichen Rechts bestätigt worden. Die Bilanzsumme setzt sich zusammen aus dem Vermögen des seit 1957 bestehenden Pfründekapitalienfonds sowie dem Vermögen eines Großteils der Pfründestiftungen im Bistum.

## Kirchen
- Kathedrale, Domkirche und Pfarrkirche der Dompfarrei Zum Hlgst. Herzen Jesu Augsburg: Hoher Dom Mariä Heimsuchung
- Konkathedrale und Basilica minor St. Peter in Dillingen
- Basilica minor St. Ulrich und St. Afra in Augsburg. In der Krypta unter dem Hauptaltar, vor dem Presbyterium, befinden sich die Gebeine des Hl. Ulrich und der Hl. Afra.
- Basilica minor St. Michael in Altenstadt
- Basilica minor St. Benedikt in Benediktbeuern
- Basilica minor St. Lorenz in Kempten
- Basilica minor St. Alexander und Theodor in Ottobeuren
- Übersicht der Kirchengebäude im Bistum Augsburg

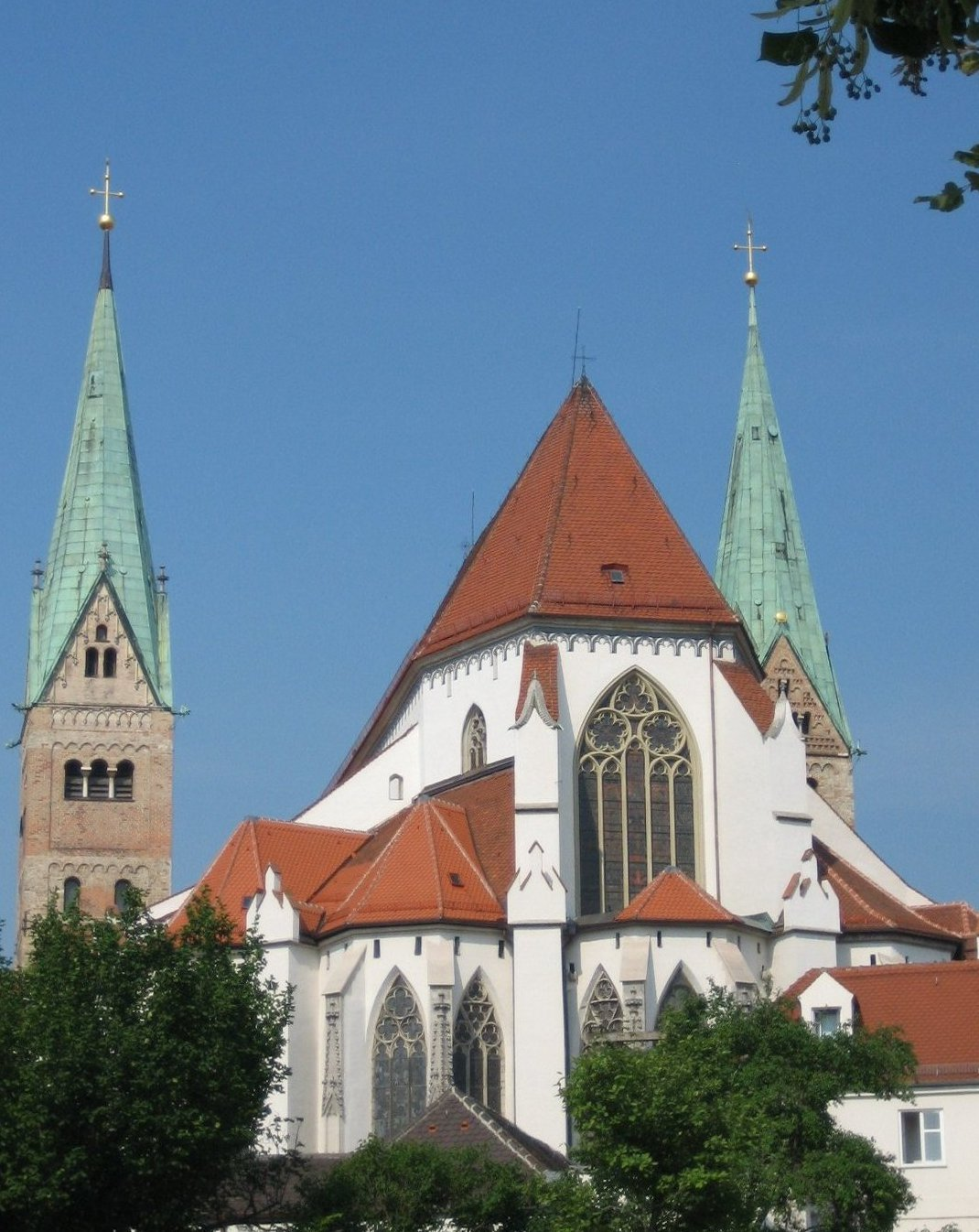
Der „Hohe Dom Mariä Heimsuchung“ in Augsburg
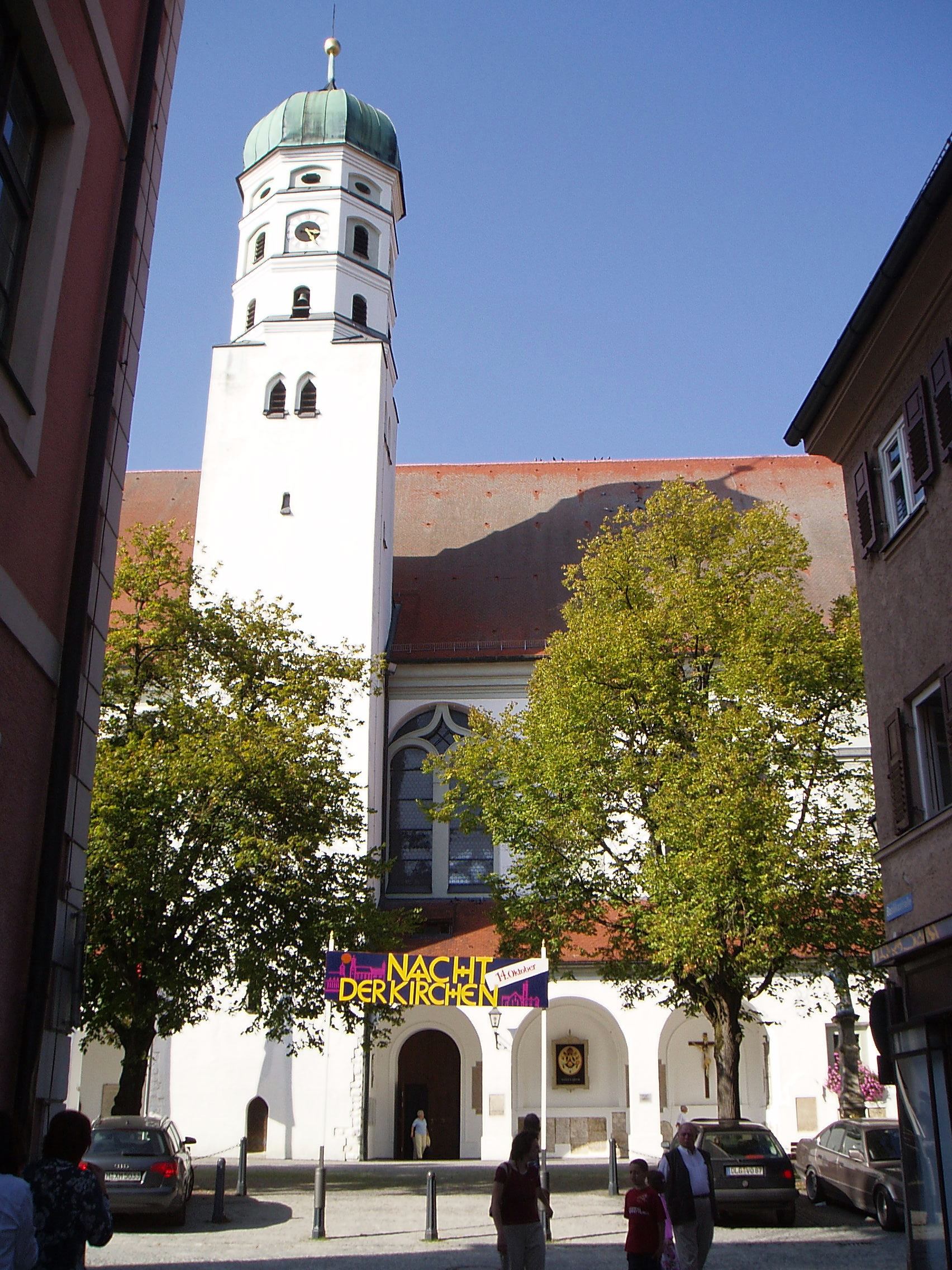
Die Konkathedrale Basilika St. Peter in Dillingen
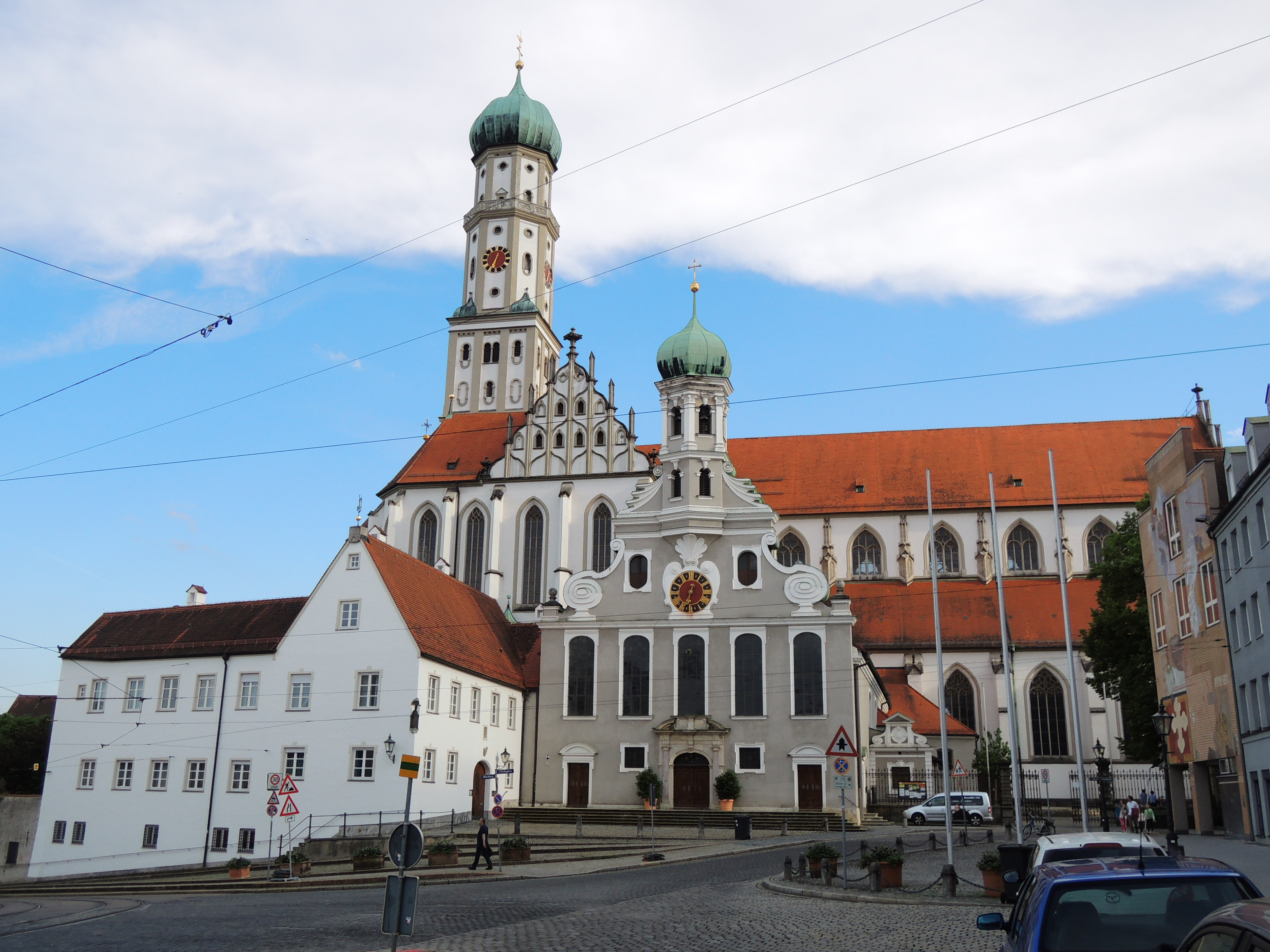
Die Basilika St. Ulrich und Afra, Grablege der Bistumspatrone

## Domkapitel
Domherren in Augsburg sind:
| - Weihbischof Anton Losinger, Dompropst - Wolfgang Hacker, Domdekan - Harald Heinrich, 1. Kanonikat, Domkapitular - Walter Schmiedel, 2. Kanonikat, Domkapitular - Regens Michael Kreuzer, 3. Kanonikat, Domkapitular | - Armin Zürn, 4. Kanonikat, Domkapitular - Thomas Groll, 5. Kanonikat, Domkapitular - Alessandro Perego, 6. Kanonikat, Domkapitular - Weihbischof Florian Wörner, 7. Kanonikat, Domkapitular - Thomas Rauch, 8. Kanonikat, Domkapitular |

Die Domkapitulare im Ruhestand sind:
| - Weihbischof em. Dompropst i. R. Josef Grünwald - Dietmar Bernt | - Franz-Reinhard Daffner - Peter C. Manz |

Ehrendomherren sind:
- Erzbischof em. Karl Braun (Bamberg)
- Prälat Eugen Kleindienst

## Bildung

### Schulwerk der Diözese Augsburg
Das Schulwerk der Diözese Augsburg ist eine kirchliche Stiftung öffentlichen Rechts. Seit 1975 hat die Stiftung 42 Schulen in ihre unmittelbare Trägerschaft übernommen: 2 Grundschulen, 10 Gymnasien, 20 Realschulen, 1 Fachoberschule, 5 Fachakademien für Sozialpädagogik, 1 Berufsfachschule für Ernährung und Versorgung sowie 1 Berufsfachschule für Kinderpflege. Zwei weitere Bildungsinstitutionen sind ihm verwaltungsmäßig zugeordnet: die Augsburger Domsingknaben und die Franz-von-Assisi-Schule, eine Katholische Freie Grund- und Mittelschule in Augsburg. Im Schuljahr 2018/19 besuchten rund 18.500 junge Menschen eine dieser Schulen.

### Hochschulen
- Universität Augsburg – Katholisch-Theologische Fakultät
- Ehemalige Philosophisch-Theologische Hochschule der Salesianer Don Boscos, Benediktbeuern (Juni 2013 endete der Studienbetrieb)
- Die Abteilung der Katholischen Stiftungshochschule München in Benediktbeuern (Im Wintersemester 2014/2015 startete ein von der Erzdiözese München-Freising und der Diözese Augsburg finanzierter Studiengang Religionspädagogik und kirchliche Bildungsarbeit)
- Pastoraltheologisches Institut der Pallottiner in Friedberg

Hochschulseelsorge und Hochschulgemeinden bietet das Bistum an den Augsburger Hochschulen, an der Fachhochschule Kempten und an der Abteilung Benediktbeuern der Katholischen Stiftungsfachhochschule München an. Seit 1985 können Promotionen und seit 2010 Habilitationen an der Katholisch-Theologischen Fakultät der Universität Augsburg mit dem Albertus-Magnus-Preis geehrt werden.

### Kindertageseinrichtungen und Kita-Zentrum St. Simpert
Im Bistum Augsburg werden in etwa 430 katholischen Kindertageseinrichtungen rund 33.000 Kinder betreut. Die Verwaltung dieser Einrichtungen wird vom Kita-Zentrum St. Simpert unterstützt, einer kirchlichen Stiftung öffentlichen Rechts, die 2017 durch den damaligen Bischof Konrad Zdarsa gegründet wurde.
Alle katholischen Kindertageseinrichtungen in der Diözese erhalten vom Kita-Zentrum St. Simpert Unterstützung in Bereichen wie Besoldung, Arbeitsrecht, Rechnungswesen und bei der Betriebsträgerschaft. Bei mehr als der Hälfte der Kindertagesstätten übernimmt das Kita-Zentrum im Rahmen einer Amtshilfevereinbarung zusätzliche Aufgaben, um die Kirchenverwaltungen weiter zu entlasten.

## Kirchliche Einrichtungen

### Exerzitienhäuser
- Diözesan-Exerzitienhaus St. Paulus in Leitershofen
- Exerzitienhaus St. Ottilien

Außerdem gibt es geistliche Angebote in klösterlichen Häusern und Häusern Geistlicher Gemeinschaften:
- Bildungshaus der Comboni-Missionare in Mellatz
- Haus Maria Begegnung der Maria-Ward-Schwestern in Neuburg
- Kloster und Bildungshaus St. Martin Bernried der Missions-Benediktinerinnen von Tutzing
- Gästehaus Maria-Hilf der Missions-Benediktinerinnen von Tutzing
- Oase Steinerskirchen der Herz Jesu Missionare
- Provinzialat der Dillinger Franziskanerinnen in den Regens-Wagner-Stiftungen
- Zisterzienserinnenabtei Oberschönenfeld
- Dominikanerinnenkloster Wettenhausen
- Exerzitienhaus St. Ulrich in Fremdingen-Hochaltingen
- Haus der Familie in Schönstatt auf’m Berg
- Kloster Maihingen der Gemeinschaft Lumen Christi

### Einrichtungen der Behindertenhilfe
- Dominikus-Ringeisen-Werk in Ursberg
- Regens-Wagner-Stiftungen in Dillingen
- Stiftung Behindertenwerk St. Johannes in Schweinspoint
- Ulrichswerkstätten der CAB

### Diözesanmuseum

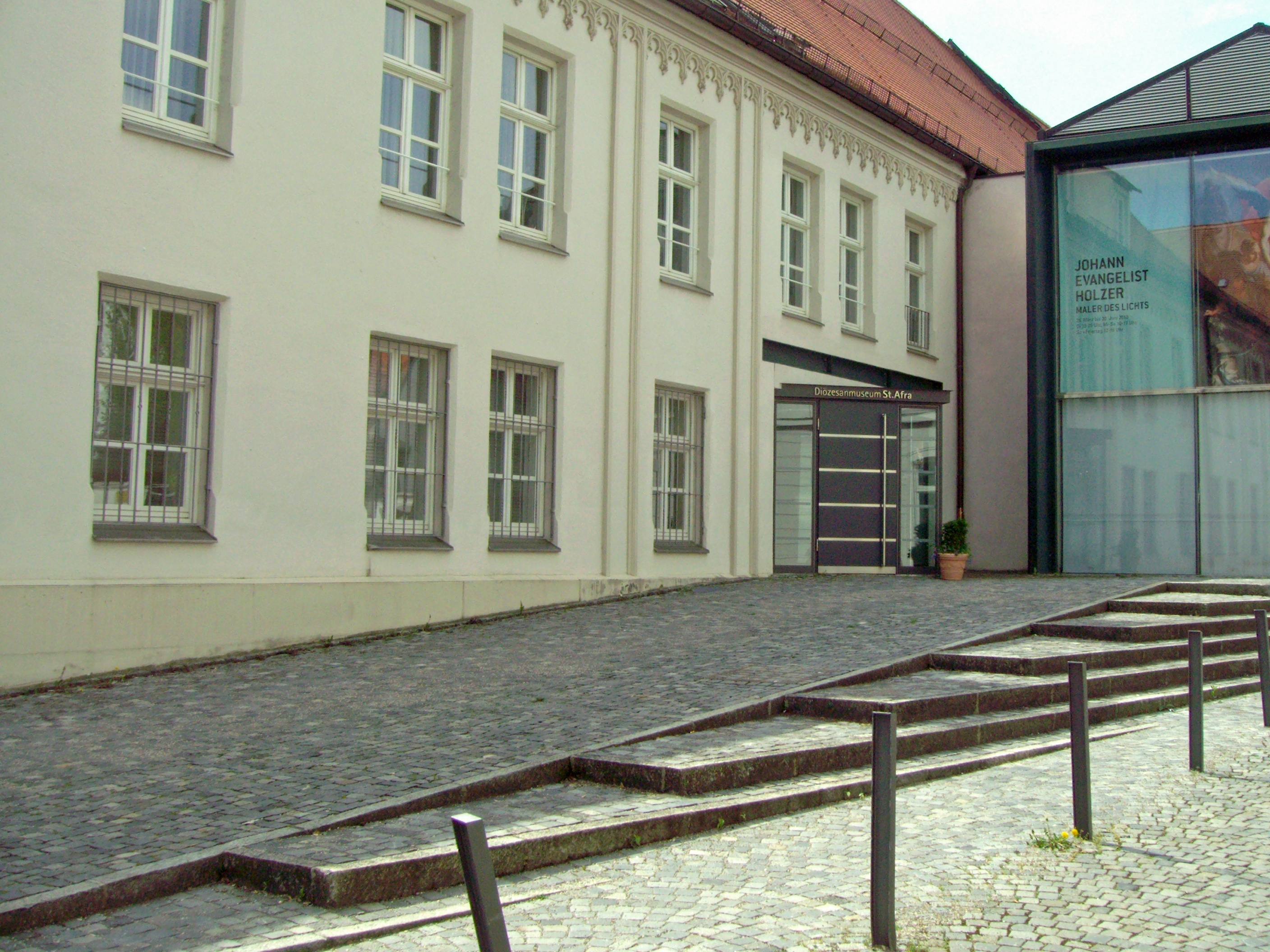
Eingangsbereich des Diözesanmuseums St. Afra

Seit Mitte 2000 gibt es das Diözesanmuseum St. Afra, in dem Exponate aus der Geschichte des Bistums gezeigt werden. Es befindet sich an der Nordseite des Hohen Doms zu Augsburg.

### Archiv des Bistums
Das Archiv des Bistums befindet sich seit 2016 in der Pfarrhausstraße 4, Augsburg-Oberhausen.

### Klöster und Ordensgemeinschaften
Im Bistum Augsburg gibt es mehrere Klöster und Ordensniederlassungen, die zum Teil nicht mehr von Ordensgemeinschaften bewirtschaftet werden. Zu den bekanntesten Klöstern gehören:
| - Erzabtei Sankt Ottilien - Kloster Andechs - Kloster Benediktbeuern - Kloster Oberschönenfeld | - Kloster Ottobeuren - Kloster Roggenburg - Kloster Ursberg |

### Priesterausbildung
Dem Bistum Augsburg steht das diözesane Priesterseminar Augsburg zur Verfügung, das vormals als Collegium Sti. Hieronymi in Dillingen ansässig war. Es wurde 1549 errichtet und 1970 durch Bischof Josef Stimpfle im Zusammenhang mit der Gründung der Universität nach Augsburg verlegt. Die feierliche Segnung des Seminarneubaus erfolgte durch Papst Johannes Paul II. am 4. Mai 1987 im Rahmen seines zweiten Pastoralbesuches in Deutschland.

## Kultur und Sehenswürdigkeiten

### Kirchen
- Weltkulturerbe Wieskirche bei Steingaden
- Marienmünster in Dießen am Ammersee
- Klosterkirche Andechs
- Heilig-Kreuz-Kirche in Landsberg am Lech
- Johanniskirche in Landsberg am Lech
- Basilika St. Ulrich und Afra in Augsburg
- Stadtpfarrkirche Mariä Himmelfahrt in Landsberg am Lech
- Münster St. Georg in Dinkelsbühl
- Liebfrauenmünster in Donauwörth
- Franziskanerinnenkloster in Kaufbeuren
- Basilika St. Lorenz in Kempten (Allgäu)
- St. Josef in Memmingen
- Hoher Dom Mariä Heimsuchung in Augsburg
- Klosterkirche St. Benedikt in Benediktbeuern
- Kloster St. Mang in Füssen

### Wallfahrtsstätten
| - Klosterkirche Andechs - Maria Vesperbild - Zur Schmerzhaften Muttergottes in Vilgertshofen - Maria im Elend in Baar - Klosterkirche St. Benedikt in Benediktbeuern - Maria im Stock in Fuchstal-Asch - St. Leonhard in Inchenhofen - Wallfahrtskirche St. Maria von Loreto auf dem Kobel in Westheim bei Augsburg (auch Kobelkirche genannt) - Wieskirche bei Steingaden - Basilika St. Ulrich und Afra in Augsburg | - Wallfahrtskirche St. Georg in Kirch-Siebnach - Wallfahrtskirche St. Michael in Violau - Maria Hilf auf dem Lechfeld - Wallfahrtskirche Maria Hilf in Speiden (bei Füssen) - St. Jakobus, St. Laurentius und Hl. Kreuz in Biberbach - Wallfahrtskirche Herrgottsruh in Friedberg - Heilig Kreuz in Donauwörth - Kloster St. Mang in Füssen - Maria Baumgärtle - Maria Beinberg - Maria Steinbach |

### Gebetsstätten
- Wigratzbad
- Marienfried, östlich von Pfaffenhofen an der Roth

## Diözesankalender
Im Bistum Augsburg gibt es zusätzlich zum gebotenen Regionalkalender für das deutsche Sprachgebiet eigene diözesane Feiern.
Abkürzungen:

H = Hochfest, F = Fest, G = gebotener Gedenktag, g = nicht gebotener Gedenktag
| Datum                 | Eigenfeier                                    | Beschreibung                                                                      | Rang | lit. Farbe | Todestag          |
| --------------------- | --------------------------------------------- | --------------------------------------------------------------------------------- | ---- | ---------- | ----------------- |
| 5. Januar             | Hl. Johannes Nepomuk Neumann                  | Bischof                                                                           | g    | weiß       | 5. Januar 1860    |
| 22. Januar            | Hl. Vinzenz Pallotti                          | Priester                                                                          | g    | weiß       | 22. Januar 1850   |
| 5. April              | Hl. Crescentia Höß                            | Jungfrau                                                                          | G    | weiß       | 5. April 1744     |
| 19. April             | Sel. Marcel Callo                             | Märtyrer                                                                          | g    | rot        | 19. März 1945     |
| 27. April             | Hl. Petrus Kanisius                           | Priester, Kirchenlehrer                                                           | G    | weiß       | 21. Dezember 1597 |
| 1. Mai                | Hl. Maria                                     | Patronin Bayerns                                                                  | H    | weiß       |                   |
| 9. Mai                | Sel. Maria Theresia von Jesu Gerhardinger     | Jungfrau                                                                          | g    | weiß       | 9. Mai 1879       |
| 5. Juni               | Hl. Bonifatius                                | Bischof, Glaubensbote in Deutschland, Märtyrer                                    | F    | rot        | 5. Juni 754       |
| 20. Juni              | Sel. Margarete Ebner                          | Jungfrau                                                                          | g    | weiß       | 20. Juni 1351     |
| 26. Juni              | Hl. Josefmaria Escrivá de Balaguer            | Priester                                                                          | g    | weiß       | 26. Juni 1975     |
| 1. Juli               | Hl. Radegund von Wellenburg                   | Jungfrau                                                                          | g    | weiß       | 1. Juli 1290      |
| 2. Juli               | Mariä Heimsuchung                             | Hochfest nur im Dom (Patrozinium), im Bistum Fest                                 | H/F  | weiß       |                   |
| 4. Juli               | Hl. Ulrich                                    | Bischof von Augsburg, Bistumspatron                                               | H    | weiß       | 4. Juli 973       |
| 7. August             | Hl. Afra                                      | Märtyrerin, Bistumspatronin                                                       | H    | rot        | 304               |
| 9. August             | Hl. Theresia Benedicta v. Kreuz (Edith Stein) | Jungfrau, Märtyrerin und Patronin Europas                                         | F    | rot        | 9. August 1942    |
| 6. September          | Hl. Magnus                                    | Mönch, Glaubensbote im Allgäu                                                     | G    | weiß       | 6. September 772  |
| 28. September         | Jahrestag der Domweihe                        | Hochfest nur im Dom, im Bistum Fest                                               | H/F  | weiß       |                   |
| 5. Oktober            | Sel. Franz Xaver Seelos                       | Priester (g nur in der Stadt Füssen)                                              | g    | weiß       | 4. Oktober 1867   |
| 13. Oktober           | Hl. Simpert                                   | Bischof von Augsburg, Nebenpatron des Bistums, Patron der Kinder und Jugendlichen | G    | weiß       | 13. Oktober 807   |
| 16. Oktober I         | Hl. Hedwig von Andechs                        | Herzogin von Schlesien                                                            | g    | weiß       | 15. Oktober 1243  |
| 16. Oktober II        | Hl. Gallus                                    | Mönch, Einsiedler, Glaubensbote am Bodensee                                       | g    | weiß       | 16. Oktober 640   |
| 3. Sonntag im Oktober |                                               | Jahrestag der Weihe der Kirchen, die ihren Weihetag nicht kennen                  | H    | weiß       |                   |
| 21. Oktober           | Hl. Kaspar del Bufalo                         | Priester und Ordensgründer                                                        | g    | weiß       | 28. Dezember 1837 |
| 27. Oktober           | Hl. Wolfhard (Gualfardus) von Augsburg        | Einsiedler bei Verona                                                             | g    | weiß       | 30. April 1127    |
| 31. Oktober           | Hl. Wolfgang                                  | Bischof von Regensburg                                                            | g    | weiß       | 31. Oktober 994   |
| 3. November           | Sel. Rupert Mayer                             | Ordenspriester                                                                    | g    | weiß       | 1. November 1945  |
| 13. November          | Hl. Stánislaus Kostka                         | Novize                                                                            | g    | weiß       | 15. August 1568   |
| 15. November          | Hl. Albert der Große                          | Ordensmann, Kirchenlehrer, Bischof von Regensburg                                 | G    | weiß       | 15. November 1280 |
| 26. November I        | Hl. Konrad                                    | Bischof von Konstanz                                                              | g    | weiß       | 26. November 975  |
| 26. November II       | Hl. Gebhard                                   | Bischof von Konstanz                                                              | g    | weiß       | 27. August 995    |
| 16. Dezember          | Hl. Adelheid                                  | Kaiserin, Gemahlin Ottos I.                                                       | g    | weiß       | 16. Dezember 999  |

## Fälle des sexuellen Missbrauchs

### Missbrauchsbeauftragte
Am 24. April 2024 gaben die Diplom-Psychologen Angelika Hauser und Rupert Membart in der Augsburger Allgemeinen bekannt, dass sie ihre Ämter als Missbrauchsbeauftragte Ende April niederlegen werden. Sie werfen dem Bistum mangelnden Aufklärungswillen vor. Das Bistum wies diese Vorwürfe zurück.

## Sonstiges

### Christliches Orientierungsjahr „Basical“
2013 wurde im Bistum Augsburg das Christliche Orientierungsjahr Basical ins Leben gerufen. Mehrere Jugendliche leben neun Monate lang zusammen in einer WG und bereiten sich durch Gebet, Studium und soziales Engagement auf ihren weiteren Lebensweg vor. Das Basical ist eines von drei deutschen Jugendprojekten, welche die Deutsche Bischofskonferenz für die Jugendsynode 2018 in Rom vorgeschlagen hat. Im Januar 2021 gab das Bistum Augsburg bekannt, dass im Rahmen der Neuorientierung der Aufgabenfelder Evangelisierung, Jugend und Berufung Basical in der bestehenden Form aufgegeben und nach einer Zeit der Reflexion und Evaluierung als  „Jahr der Orientierung“ weitergeführt werde.

### Trivia
Das größte transportable Weihrauchfass der Welt ist im Besitz des Bistums Augsburg und wird meist im Kloster Oberschönenfeld aufbewahrt. Es ist 3 m hoch und hat einen Durchmesser von 1,5 m. Die von Mai bis Juni 1998 in circa 280 Arbeitsstunden gefertigte Edelstahl-Arbeit wiegt etwa 170 kg und wurde von Papst Johannes Paul II. gesegnet.